# Arena Idé
Arena Idé (tidigare Agora) är en fackföreningsnära tankesmedja med löntagarperspektiv. Arena Idé är partipolitiskt oberoende och finansieras främst av fackliga organisationer inom LO, Saco och TCO. Tankesmedjan leds av Lisa Pelling och ingår i Arenagruppen.
Arena Idé verkar utifrån värderingar baserade på jämlikhet, jämställdhet, social rättvisa, demokrati och frihet. Verksamheten består i utgivning av rapporter, böcker och skrifter, anordnande av seminarier och debatter.

## Historik
Arenagruppen bildades 1993 av Håkan A. Bengtsson och Per Wirtén. Ursprungligen bestod Arenagruppens verksamhet av tidskriften Arena. Magasinet lades ner 2017, efter 24 år, på grund av ekonomiska svårigheter. Den journalistiska verksamheten övergick helt till den webbaserade tidningen Dagens Arena. Tankesmedjan Arena Idé startades som en del av Arenagruppen år 2000 med Boa Ruthström som dåvarande chef över verksamheten.

## Verksamhet
Arena Idé arbetar främst med ekonomisk politik, arbetsmarknad samt välfärd och demokrati. Tankesmedjan driver Arenaakademin som är en spetsutbildning för framtida opinionsbildare med inriktning på ekonomisk politik, arbetsmarknad och välfärdsfrågor. Tillsammans med ABF och Hyresgästföreningen driver Arena Idé också Akademin för rörelsejurister.

### Ekonomisk politik
Inom ekonomisk politik har Arena Idé bland annat gett ut podcasten "Pengar och Politik" med Sandro Scocco och Jenny Lindahl. Tankesmedjan arbetar för en progressiv ekonomisk politik med satsningar på infrastruktur och höjda löner för låg- och medelinkomsttagare.

### Arbetsmarknad
Inom arbetsmarknadsfrågor publiceras rapporter, artiklar och poddradio. Programmet jobbar med frågor om trygghet i arbetslivet och mellan arbete, om kompetensutveckling och utbildning.

### Välfärd och demokrati
Arena Idé jobbar med välfärd och demokratifrågor tillsammans med frilansande experter. Programmet arbetar bland annat med frågor om utbildning, vård, migration och juridik.

### Personer verksamma vid Arena Idé
Lisa Pelling, fil. dr i statsvetenskap och chef för Arena Idé. (Tidigare utredningschef på Arena Idé med ansvar för demokrati- och välfärdsfrågor).
German Bender, utredningschef och programchef för arbetsmarknad på Arena Idé, där han även ansvarar för utbildningspolitiska frågor.
Elinor Odeberg, chefsekonom på Arena Idé.
Daniel Lind, forskningsledare för Facken inom industrins produktivitetskommission.
Simon Karlsson, kommunikatör på Aren Idé.
Helena Eitrem, kommunikatör på Arena Idé.
Håkan A. Bengtsson, ansvarig för långsiktig idéutveckling.
Ola Bo Larsson, kultur- och folkbildningsansvarig.

### Personer som har varit verksamma vid Arena Idé
Boa Ruthström, tidigare chef för Arena Idé.
Ursula Berge, tidigare chef för Arena Idé (Agora). Nu samhällspolitisk chef för fackförbundet Akademikerna SSR.
Maja Dahl, tidigare kommunikatör på Arena Idé. Nu kommunikatör på Delegationen för unga och nyanlända till arbete.
Kristina Wicksell Bukhari, vikarierande kommunikationsansvarig Arena Idé.
Sandro Scocco, tidigare chefsekonom på Arena Idé, sedan december 2020 chefsekonom på Vänsterpartiet.